# Ormyrus badius
Ormyrus badius är en stekelart som beskrevs av De Stefani 1898. Ormyrus badius ingår i släktet Ormyrus och familjen kägelglanssteklar. Inga underarter finns listade i Catalogue of Life.